# Angraecum sacciferum
Angraecum sacciferum är en orkidéart som beskrevs av John Lindley. Angraecum sacciferum ingår i släktet Angraecum och familjen orkidéer. Inga underarter finns listade i Catalogue of Life.